# Adairville
Adairville város az USA Kentucky államában. Lakosainak száma 837 fő (2020. április 1.).

## Népesség
A település népességének változása:
| Lakosok száma | 920  | 852  | 837  |
|               | 2000 | 2010 | 2020 |